# Liste der Bischöfe von Kalmar
Die folgenden Personen waren Bischöfe bzw. (bis 1678) Superintendenten von Kalmar (Schweden):

## Ordinarien

### Superintendenten
1. Petrus Caroli Gothus 1555–1568, 1570–1583 (als „Ordinarius“ mit quasi bischöflicher Funktion)
2. Nicolaus Petri 1603–1606
3. Johannes Petri Ungius 1607–1617
4. Jonas Rothovius 1618–1625
5. Nicolaus Eschilli 1627–1650
6. Samuel Enander 1650–1655
7. Petrus Schomerus 1656–1660
8. Henning Schütte 1660–1678

### Bischöfe
1. Henning Schütte 1678–1707
2. Nicolaus Nicolai Braun 1711–1729
3. Herman Schröder 1729–1744
4. Magnus Beronius 1745–1764
5. Karl Gustav Schröder 1764–1789
6. Martin Georg Wallenstråle 1789–1807
7. Magnus Stagnelius 1807–1829
8. Anders Carlsson af Kullberg 1830–1851
9. Paulus Genberg 1852–1875
10. Pehr Sjöbring 1876–1900
11. Henry William Tottie 1900–1913
12. N.J.O.H. Lindström 1913–1915

1915 wurde das Bistum Kalmar mit dem Bistum Växjö vereinigt.